# Korskro
Korskro er en bebyggelse ved Esbjergmotorvejen øst for Esbjerg Lufthavn. Stedet fik sit navn fra "Korskroen", som lå hvor hovedvej 1 og hovedvej 11 tidligere krydsede hinanden. Krydset var frem til åbningen af motorvejen et af Jyllands mest trafikerede.
Umiddelbart syd for bebyggelsen er der over motorvejen en fordelerring (afkørsel 73), som Primærrute 11 passerer gennem og hvor Primærrute 30 ("Tingvejen") starter.
Kroen blev lukket i midten af 1980'erne og henlå derefter i mange år som en faldefærdig ruin, indtil den i 2018 blev revet ned. Stedet er i dag mest kendt for benzintanken "Shell Korskro" med tank, trucktank, cafeteria og vaskehal. Derudover findes motorcenteret Korskrobanen, som er tilholdssted for Esbjerg Motorsport.
Senest har bioenergivirksomheden Nature Energy syd for motorvejen bygget et stort biogasanlæg, der primært producerer biogas af gylle.
Der er planer om etableringen af et større transportcenter øst for Tingvejen ved navn Route 66, som kommer til at strække sig over 15 hektar. Det ventes at plangrundlaget vil være på plads i sommeren 2024.
I marts 2024 blev det politisk besluttet at udvide og opgradere vejstrækningen mellem Korskroen og Varde, en del af primærrute 11. En af motivationerne er at denne i højsæsonen er voldsomt belastet af trafik bestående af gæster til hele den jydske vestkyst. Dette er dog ikke nok til at den samlede samfundsøknomiske balance er positiv ifølge flere beregninger.

## Korskro ved Løgumkloster
Korskro er også betegnelsen for bebyggelsen, hvor Sekundærrute 401 mellem Løgumkloster og Tinglev krydser Sekundærrute 435. Et stykke af Sekundærrute 435 i nordøst-gående retning fra krydset hedder ligeledes Korskrovej.